# 1956 en hockey sur glace
Cette page présente les éléments de hockey sur glace de l'année 1956, que ce soit d'un point de vue rencontres internationales ou championnats nationaux. Les grandes dates des différentes compétitions sont données ainsi que les décès de personnalités du hockey mondial.

## International

### Jeux Olympiques
À Cortina d'Ampezzo, l'équipe soviétique réédite son exploit des championnats du monde, en remportant la médaille d'or dès leur première participation. Battus par les américains, le Canada ne finit que troisième de la compétition.

## Autres Évènements

### Décès
- 11 juillet : décès de Sprague Cleghorn à l'âge de 66 ans, frère aîné d'Odie, il fut intronisé au temple de la renommée du hockey en 1958.
- 13 juillet : décès d'Odie Cleghorn à l'âge de 64 ans, il fut joueur puis entraîneur dans la LNH. Lui et son frère, Sprague, remportèrent la Coupe Stanley de 1924 avec les Canadiens de Montréal.